# Менесес, Матиас
Мати́ас Франси́ко Мене́сес Летелье́р (исп. Matías Francisco Meneses Letelier; 28 марта 1999 года, Кольтауко, Чили) — чилийский футболист, защитник клуба «О’Хиггинс».

## Клубная карьера
Менесес — воспитанник клуба «О’Хиггинс». 13 августа 2016 года в матче против «Депортес Икике» он дебютировал в чилийской Примере. 

## Международная карьера
В 2019 году Менесес в составе молодёжной сборной Чили принял участие в домашнем молодёжном чемпионате Южной Америки. 